# Малый Корчек
Малый Корчек — река в России, протекает по Александровскому району Томской области. Устье реки находится в 12 км по правому берегу реки Корчек. Длина реки составляет 11 км.
Слиянием с Большим Корчеком образует реку Корчек.

## Данные водного реестра
По данным государственного водного реестра России относится к Верхнеобскому бассейновому округу, водохозяйственный участок реки — Обь от впадения реки Васюган до впадения реки Вах, речной подбассейн реки — Васюган. Речной бассейн реки — (Верхняя) Обь до впадения Иртыша.

## Топографические карты
- Лист карты P-44-XXXIII,XXXIV. Масштаб: 1 : 200 000. Состояние местности на 1966 год. Издание 1986 г.